# 陣地攻撃
陣地攻撃（じんちこうげき、英: deliberate attack）は、抗戦を目的として陣地・要塞を占領し、組織的な陣地防御を準備している敵に対する攻撃である。また準備時間から周密攻撃（しゅうみつこうげき）とも呼ばれる。

## 概要
敵戦力が陣地や要塞に立て篭もり、防御に徹する動きを見せている場合、この陣地防御を攻撃する陣地攻撃が実施される。その特質は攻撃戦力が能動的に戦闘の主導権を獲得でき、防御戦力が受動的な状況に陥るところにある。しかし攻撃側は地形の優位性を失っているため、特別な攻撃方法が求められる。

## 要領

### 突破・迂回
陣地攻撃を行う方向には、正面と側面の二つがある。敵戦力の正面に対する攻撃を突破、敵戦力の側面に対する攻撃を、迂回と呼び、陣地攻撃を行う場合は原則として迂回を行う。なぜならば敵戦力正面に突破を試みたとしても、それは敵の戦闘力が最も高い不利な状況で戦闘を行うことになるためであり、また攻撃側の優位である機動性を十分に生かすことができる攻撃方式であるからである。ただし、敵も迂回については警戒を行うため、不意をついた迂回でなければ効果的な戦果を上げることは難しい。

### 時期
攻撃を実施する時期はその戦力の準備の程度に大きく影響する。時間的猶予があれば、攻撃の準備を整えることができる一方、防御の準備も強化されてしまう。また防御は地形上の優位を維持することができるため、基本的に準備の時間が長ければ長いほどその防御は強化されてしまう。従って攻撃の時期は、攻撃の準備が防御が強化しきらないうちに迅速に行えば行うほど良いといえる。ただし、あくまで戦闘力比較の上で優位に立たなければ戦果は望めない。

### 方法
陣地攻撃を実行に移す前に攻撃を行う地点についてが検証されなければならない。すなわち特に効果が見込める敵の退却路・兵站連絡線・敵陣地の弱点・敵陣地の側面などが挙げられる。また攻撃方法については、用いる戦力、逐次攻撃か一挙攻撃、夜間攻撃か昼間攻撃、などについて決定されなければならない。この攻撃の方法については敵陣地、地形、敵戦力の規模、など総合的な状況から決められなくてはならない。つまり防御陣地が一線配備であれば、それは比較的少量の戦力を以って攻略することが可能であると考えられる。しかし多重構造の陣地であれば、第一線の陣地を攻略したとしてもその後の攻撃は頓挫する危険性が極めて高い。このような場合は高度な機動力を有する機甲部隊や航空戦力を歩兵部隊と連携させて運用する必要性がある。

### 攻撃
攻撃を実行に移す場合、まず攻撃を十分に準備し、後方への連絡・移動の自由を確保し、敵火砲・航空戦力に対する装備を整え、敵の反撃に対しても備えておく。戦闘においては、部隊を展開させ、防御陣地の手前に設置されている警戒陣地を速やかに攻略する。警戒陣地を占領すれば敵の防御陣地についてより詳細な情報を得ることが望める。さらに主要陣地に対して地形・気象を利用して接近し、火砲・機甲部隊・航空戦力に敵情を報告し、本格的な突破が円滑に行われるように努める。突破を試みるにあたっては火砲・航空戦力の統一的な攻撃が実行され、主要陣地の火力点・障害物を徹底的に破壊する。これが不十分な場合、続く突撃が失敗する危険性が高まる。また突破を試みつつも迂回を行い、敵戦力を分散・減衰させる。